# Temognatha marcida
Temognatha marcida es una especie de escarabajo del género Temognatha, familia Buprestidae. Fue descrita científicamente por Blackburn en 1892.